# HFC EDO in het seizoen 1959/60
Het seizoen 1959/1960 was het zesde jaar in het bestaan van de Haarlemse betaaldvoetbalclub EDO. De club kwam uit in de Tweede divisie A en eindigde daarin op de eerste plaats. Dit betekende dat de club promoveerde naar de Eerste divisie.

## Wedstrijdstatistieken

### Tweede divisie A
|       | Baronie | EBOH  | Haarlem | LONGA | N.E.C. | ONA   | Roda Sport | UVS   | De Valk | Wilhelmina | Xerxes |
| ----- | ------- | ----- | ------- | ----- | ------ | ----- | ---------- | ----- | ------- | ---------- | ------ |
| Thuis | 2 – 1   | 0 – 0 | 1 – 1   | 1 – 0 | 2 – 1  | 1 – 0 | 1 – 0      | 2 – 1 | 4 – 3   | 3 – 1      | 2 – 0  |
| Uit   | 2 – 4   | 4 – 2 | 5 – 1   | 1 – 2 | 0 – 2  | 1 – 2 | 7 – 1      | 5 – 1 | 2 – 2   | 3 – 1      | 0 – 1  |

## Statistieken EDO 1959/1960

### Eindstand EDO in de Nederlandse Tweede divisie A 1959 / 1960
| Stand | Gespeeld | Gewonnen | Gelijk | Verloren | Punten | Doelpunten voor | Doelpunten tegen |
| ----- | -------- | -------- | ------ | -------- | ------ | --------------- | ---------------- |
| 1e    | 22       | 14       | 3      | 5        | 31     | 38              | 38               |

### Topscorers
| Competitie \| # \| Naam \| \| \| ------ \| ------------------ \| -- \| \| 1. \| Jaap Duivenvoorden \| 17 \| \| 2. \| Leen Plaizier \| 7 \| \| 3. \| Henk Belfroid \| 6 \| \| 4. \| Hans Spiers \| 3 \| \| 5. \| Ferry Kock \| 2 \| \| 5. \| Henk Leonhardt \| 2 \| \| 7. \| Van der Smissen \| 1 \| \| Totaal \| Totaal \| 38 \| |                    |      |
| # | Naam               | Goal |
| 1. | Jaap Duivenvoorden | 17   |
| 2. | Leen Plaizier      | 7    |
| 3. | Henk Belfroid      | 6    |
| 4. | Hans Spiers        | 3    |
| 5. | Ferry Kock         | 2    |
| 5. | Henk Leonhardt     | 2    |
| 7. | Van der Smissen    | 1    |
| Totaal | Totaal             | 38   |